# Gabrio Maria Nava
Gabrio Maria Nava (né le 17 avril 1758 à Barzanò, dans l'archidiocèse de Milan, dans l'actuelle province de Lecco, alors dans le duché de Milan et mort le 2 novembre 1831 à Brescia) est un homme d'Église, évêque italien de l'Église catholique romaine des XVIIIe et XIXe siècles.

## Biographie

### À Milan
D'une famille noble de Milan, fils de Nicolas Nava et Antoinette Gemelli, Gabrio Maria Nava acheva ses études ecclésiastiques à l'université de Pavie, avec la plus grande distinction en étant reçu docteur en théologie.
De retour dans sa ville natale, il fut, à 26 ans, revêtu de la dignité de prévôt de la basilique Saint-Étienne-le-Majeur à Milan. Il s'y distingua par son zèle à remplir toutes les fonctions du ministère, et, en 1795, il passa avec le même titre à la paroisse de Saint-Ambroise et y devient chanoine métropolitain.
Bientôt l'arrivée des Français vint mettre son dévouement à de pénibles épreuves. Nava montra dans ces circonstances difficiles la plus grande fermeté, et se servit de l'influence que lui donnaient son caractère et ses vertus pour résister aux injustes exigences des vainqueurs ; c'est ainsi qu'il parvint à conserver un autel fort riche, monument du IXe siècle, dont les Français voulaient s'emparer.
Sa charité et son zèle à assister les malades mirent sa vie dans le plus grand danger, et il fut atteint d'une fièvre pernicieuse, à la suite d'une visite qu'il avait faite à l'hôpital militaire de Saint-François.
L'entrée des Austro-Russes en Italie ayant obligé l'armée révolutionnaire française à évacuer l'Italie, Nava prit sous sa protection les blessés qu'elle y laissa, et leur prodigua tous les secours dont ils pouvaient avoir besoin. Les officiers français lui en témoignèrent leur reconnaissance dans une lettre qu'ils lui adressèrent (insérée dans l'Ami de la Religion du 5 juillet 1836, n° 2676).
Filippo Maria Visconti (archevêque) (it), archevêque de Milan ayant été convié à assister à la consulte de Lyon, assemblée des notables italiens, qui se tint à Lyon dans l'hiver de 1801-1802, Nava y accompagna le prélat, ami de Napoléon. Ce dernier, malgré ses 82 ans, avait fait le déplacement. Mgr Visconti fut convié à un diner le 31 décembre 1801 à Lyon. Au cours du repas, il se pencha pour discuter avec Talleyrand et son cœur s'arrêta. Pietro Moscati tenta en vain de le sauver.
Il assista plus tard au couronnement de Napoléon Ier, le 26 mai 1805 dans le dôme de Milan, et fut nommé aumônier du roi d'Italie, baron du Royaume, membre du collège électoral des docteurs d'Olona et chevalier de l'ordre de la Couronne de fer. Il devint un ami intime du vice-roi Eugène de Beauharnais.

### Évêque de Brescia

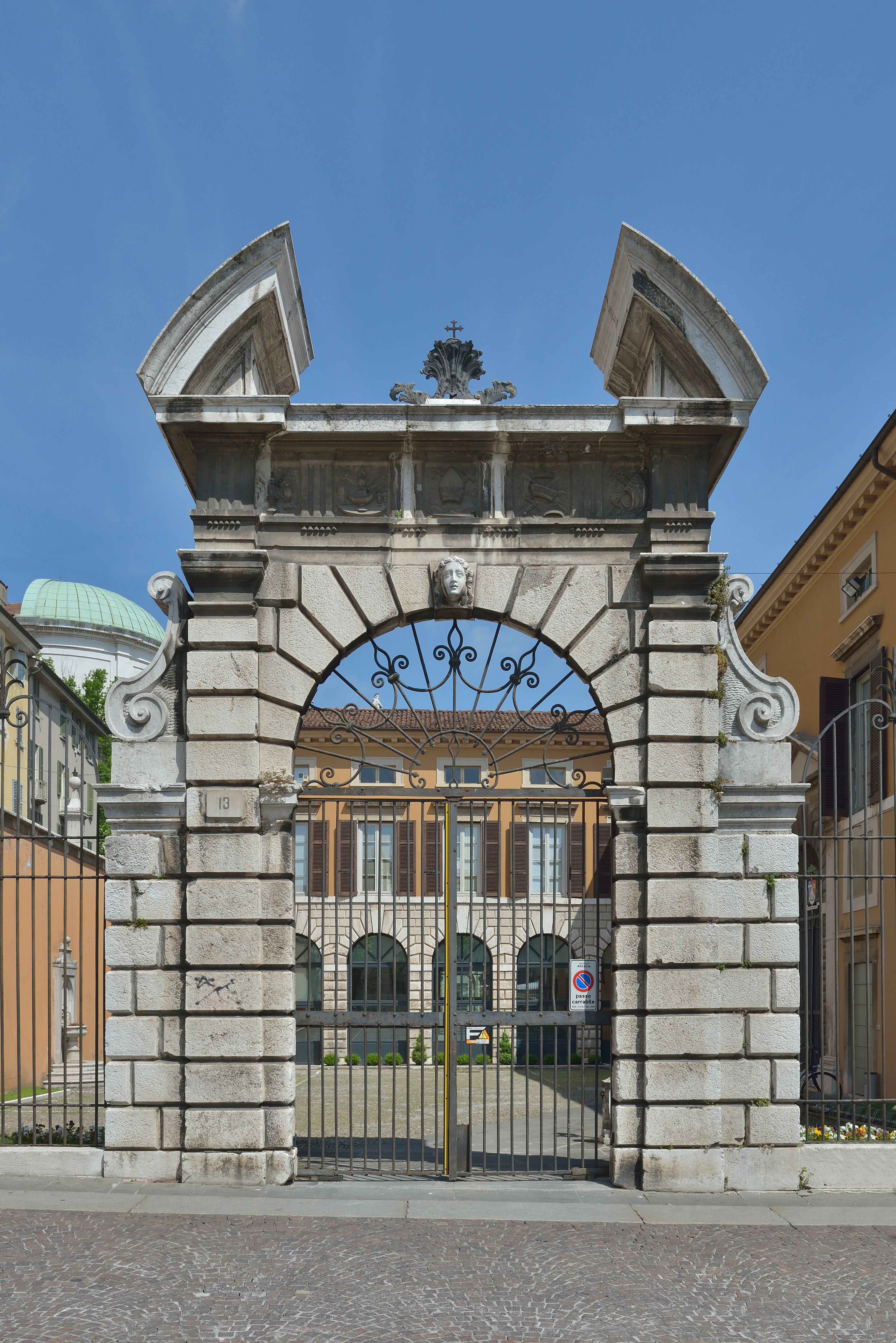
Entrée de l'évêché de Brescia.

En 1806, sur proposition du prince Eugène, il fut désigné pour l'évêché de Brescia, et préconisé à Rome le 18 septembre 1807. Il fut consacré le 1er novembre 1807 par Mgr Antonio Codronchi, archevêque de Ravenne (principaux coconsécrateurs : Mgrs Eugenio Giovanni Battista Giuseppe Cerina, O.F.M., évêque titulaire de Sergiopolis, et Carlo Rovelli (it), O.P., Évêque de Côme). Il fit son entrée solennelle à Brescia le 17 janvier 1808.
L'administration de son diocèse, l'un des plus importants de l'ancienne république de Venise, appela tous ses soins. Il porta d'abord sa sollicitude sur l'enseignement de son séminaire : il y rétablit les études et la discipline. Le pieux prélat réunissait chaque jour les élèves à l'évêché, et après leur avoir dit la messe, il leur adressait des instructions relatives à leur vocation. Il présidait lui-même aux examens, et encourageait ainsi les efforts de tous, en même qu'il pouvait apprécier le mérite la capacité de chacun. D'ailleurs ces occupations ne l'empêchaient pas de remplir toutes les autres fonctions de l'épiscopat et de faire exactement ses visites pastorales, où il combattait l'immoralité et le jansénisme.
Le zèle qu'il apportait dans ses fonctions était tel qu'il prêchait souvent trois ou quatre fois le même dimanche.

### Concile de Paris de 1811
L'évêque de Brescia assista au concile de Paris (1811), et en fut nommé l'un des quatre secrétaires.
On sait que dans les premières séances il fut question de rédiger une adresse à l'Empereur. La rédaction de l'adresse donna lieu à de longues discussions : on y avait inséré la doctrine contenue dans la déclaration des quatre articles de 1682 relative au gallicanisme, que les évêques italiens n'admettent point. Ceux-ci réclamèrent.
Le 27 juin, l'évêque de Brescia lut et déposa sur le bureau un mémoire où, en approuvant tout ce qui, dans l'adresse, était relatif aux protestations et aux hommages envers l'Empereur, il s'étonnait qu'on y eût introduit des opinions et des doctrines déplacées dans la circonstance. Il s'appliqua surtout à prouver que la plus grande partie de la catholicité rejetait les principes de l'Assemblée de 1682 ; que lui et ses collègues de l'Italie avaient continuellement écrit, enseigné et souvent protesté contre ce qu'on appelait les libertés de l'Église gallicane ; il leur était par conséquent impossible de signer individuellement une adresse qui contiendrait deux des articles de ladite déclaration et des propositions encore plus dangereuses qu'en voulait tirer de ces deux premiers articles. Il chercha aussi à démontrer qu'il y avait une grave irrégularité et beaucoup d'inconvénients à introduire dans une adresse à l'Empereur des questions qui n'avaient pu être examinées dans les différentes sections, comme l'exigeait expressément le cérémonial traditionnel de tous les conciles. Il termina en exprimant le vœu que tout ce qui avait trait à la doctrine fût retranché du projet d'adresse, et que les matières qui s'y rapportaient fussent toujours préalablement soumises à l'examen de tous les évêques. « Ce trait de courage épiscopal, dit M. Carletti, répandit la joie sur tous les visages. »
Se ralliant enfin à l'opinion émise par Mgr de Broglie et par quelques autres prélats français, il demanda que l'adresse se bornât à porter au pied du trône les hommages de fidélité et de dévouement dus au souverain. Cette manifestation inattendue des sentiments du clergé italien étonna d'autant plus tous les auditeurs que l'évêque de Brescia était aumônier de l'Empereur pour l'Italie.
Les doctrines développées par le savant prélat ressemblaient d'ailleurs bien peu à celles qui avaient rempli les adresses naguère insérées dans le Moniteur officiel, et personne n'en pouvait croire ses oreilles.
Au sein de la majorité du concile la satisfaction fut si grande de voir le secours inespéré qu'apportait aux adversaires du projet d'adresse l'adhésion de tant de prélats sur lesquels on ne comptait guère, que des applaudissements se firent entendre dans la salle du concile aussitôt que le cardinal Spina eut achevé de donner lecture à ses collègues de la traduction française du mémoire de Mgr Nava. Le cardinal Maury, très sensible au coup qui venait d'être porté à ses thèses favorites, se plaignit vivement qu'on eût osé, dans un concile composé en si grand nombre de prélats français, battre des mains en entendant soutenir des doctrines qui étaient la négation absolue de toutes les traditions de l'Église gallicane. Cela était vrai; mais telle était présentement l'animation des esprits, que les différences antérieures paraissaient maintenant de bien peu de valeur aux membres de cette assemblée qui cherchaient à rallier dans un commun effort gallicans et ultramontains, pour défendre tous ensemble, non seulement l'autorité menacée du Saint-Siège, mais la liberté et la personne même du Pape.
Au signal donné par l'évêque de Brescia, la discussion avait repris de plus belle. Les décrets du concile de Trente furent remis de nouveau sur le tapis en opposition aux articles de la déclaration de 1682. Tout aussitôt la bulle d'excommunication lancée par Pie VII contre l'Empereur fut à son tour jetée à la tête des opposants, car c'était le grand cheval de bataille des prélats amis de la cour.
Le sort du projet d'adresse était de nouveau remis tout entier en question. Profitant de l'avantage que leur donnait l'éloquente sortie de Mgr d'Aviau, l'évêque de Soissons et quelques-uns de ses collègues essayèrent de faire revenir l'assemblée au vœu exprimé par l'évêque de Brescia et par quelques autres prélats de se borner, suivant l'usage, à des témoignages de fidélité et de dévouement pour la personne du prince. Cette motion avait grande chance d'être acceptée. Alors, recourant au moyen employé devant les membres de la commission, et qui lui avait déjà si mal réussi, l'évêque de Nantes s'échappa à dire que l'Empereur connaissait l'adresse et la voulait telle qu'elle était. Cet aveu, au dire de Mgr Jauffret, excita de violents murmures. « Une profonde indignation se manifesta dans l'assemblée, dit également le chanoine de Smet, quand elle entendit un langage aussi servile ». Si grande que pût être l'indignation de la plupart des Pères du concile, elle n'alla pas jusqu'à les rendre si hardis que de retrancher de l'adresse tous les paragraphes qui leur déplaisaient. Ils se bornèrent à élaguer quelques membres de phrase et à tempérer les expressions trop vives. Après bien des débats, l'évêque de Nantes, qui avait pris tant de peine pour composer cette adresse avec l'agrément et presque sous la dictée de l'Empereur, la vit dépecer et mettre en pièces sous ses yeux, article par article, comme le lui avaient d'avance prédit non-seulement M. de Broglie, mais aussi les évêques de Troyes, de Montpellier et le président du concile lui-même (le cardinal Fesch). Quand vint le moment de voter telle qu'elle était sortie des délibérations de l'assemblée cette pièce devenue passablement informe, le cardinal Maury, gagnant de vitesse l'évêque de Gand, demanda qu'elle ne fût signée que par le président et les secrétaires. Sa motion, dit M. de Broglie, fut acceptée avec une joie universelle. Hors à quelques prélats courageux qui réclamèrent sans succès, cette échappatoire convenait en effet à tout le monde et surtout peut-être aux prélats les plus opposants, car elle ne compromettait personne. C'est ainsi que l'adresse fut enfin adoptée, non au scrutin secret ni à la majorité des voix, mais par assis et levé, mode de voter jusqu'alors inouï dans les annales des conciles.
Mais si le mémoire de M. Nava plut à la plupart de ses collègues, on peut croire qu'il déplut beaucoup au despote. On dit que l'évêque fut mandé chez le ministre des Cultes d'Italie, M. Bovara, qui lui demanda une rétractation, et que ce fut d'après son refus qu'un autre secrétaire fut nommé à sa place.
Après avoir gardé assez longtemps les évêques à Paris, Bonaparte leur permit de retourner dans leur diocèse.

### Œuvre épiscopale
Mgr Nava reprit avec joie ses fonctions pastorales.
Le revenu de l'évêché de Brescia n'était que de 23 000 francs. Il est vrai que la dépense personnelle de l'évêque était fort peu de chose. Il vivait très sobrement, mais sa table était convenablement servie pour recevoir son clergé. Les curés du diocèse qui venaient à Brescia logeaient toujours à l'évêché quand ils n'étaient pas riches. La nouvelle cathédrale de Brescia fut presque entièrement son ouvrage : ce furent ses dons généreux, son exemple et son zèle pour exciter la charité des fidèles, pour la générosité de ses propres libéralités, qui mirent en état de terminer l'entreprise. La princesse Amélie, femme du vice-roi d'Italie, avait eu M. Nava pour confesseur ; elle lui avait fait présent d'une tabatière d'or, qu'il mit depuis en loterie pour achever son église.
La famine, qui désola son diocèse en 1817, fut pour le prélat une nouvelle occasion de donner des preuves de l'ardeur de sa charité. Après avoir épuisé toutes ses ressources pour secourir les pauvres, il vendit tous les objets précieux qu'il possédait et entre autres un anneau que Napoléon lui avait donné à Paris pour avoir assisté au baptême du roi de Rome. Il fit le même usage d'une croix couverte de pierreries qui lui venait d'un évêque de Lodi. Un jour où un prêtre des montagnes vint lui raconter quelque grand désastre, le prélat, qui n'avait pas d'argent, fouilla dans une vieille armoire, et n'y trouva que des boucles d'argent qu'il envoya vendre chez un orfèvre pour en donner le prix à l'ecclésiastique.
Son diocèse lui dut un grand nombre d'établissements : le séminaire de Lovere fut ouvert par ses soins, et il établit à Brescia plusieurs oratoires. En 1816, il fonda à Lovere un couvent de Clarisses, qu'il chargea d'élever de jeunes filles. En 1818, il ouvrit à Brescia un couvent de religieuses de la Visitation. En 1823, il forma dans la même ville un établissement d'Oratoriens de saint Philippe Néri, en les chargeant de donner des retraites aux prêtres et des missions dans le diocèse : cette fondation lui coûta 66 500 livres qu'il donna à la condition expresse que cet argent serait employé à entretenir les missionnaires. De plus il fit présent à la maison de lits pour les prêtres qui iraient en retraite. En 1827, sa ville épiscopale lui dut encore un couvent d'Ursulines, dans un grand local qu'il obtint de l'empereur François Ier avec un don de plus de 9 000 livres. Peu avant sa mort, il fonda un autre couvent d Ursulines à Gavardo, et un autre à Salò, sur le lac de Garde. Tout était préparé pour une autre maison d'Ursulines à Capriolo, le local était réparé et les fonds versés, mais sa mort a fait que la fondation n'a pu être consommée qu'assez longtemps après.
Tous ces établissements reçurent de lui de grands secours. Les Clarisses de Lovere reçurent en une fois jusqu'à 14 000 fr. Ce fut lui qui obtint aux religieuses de la Visitation l'intérêt, la protection et les secours de la ville de Brescia. Pour les Ursulines de Brescia, ce fut son neveu, le prévôt Lurani, qui voulut en faire la dépense ; l'évêque leur donna seulement des ornements pour leur église. Un jour une personne pieuse vint lui offrir de lui céder l'ancien local des Capucins à Rezzato ; l'évêque avait déjà un autre local pour les Capucins qu'il se proposait de rétablir. Il destina celui qu'on lui offrait pour les Franciscains réformés. En 1831, les réparations étaient terminées, et quelques sujets allaient entrer. Le prélat s'était engagé à donner 3 000 livres pour le mobilier, sa mort a tout arrêté. Elle a aussi empêché d'ouvrir le couvent des mineurs de l'Observance d'être acheté par le prix de plus de 70 000 livres fournies en grande partie par un noble et pieux personnage, M. A. Cazzago.
C'est à l'instigation du prélat qu'en 1822, le prévôt Rossini établit à Brescia un institut pour recueillir les filles abandonnées et « en danger de se perdre », et l'évêque lui donnait tous les ans des secours. Vers le même temps, le chanoine Pavoui forma un semblable établissement pour les pauvres garçons auxquels on apprenait différents métiers ; ce fut encore M. Nava qui acheta le local et qui soutint cette œuvre de ses dons.
Le pieux évêque faisait faire souvent à ses frais des missions dans le Val Camonica. Il laissait toujours aux mains du recteur du séminaire de Lovere des fonds pour distribuer dans les paroisses de cette vallée. On prétend que ce seul pays a reçu 100 000 livres.
Le séminaire de Lovere fut ouvert par ses soins. Dans un jubilé, il envoya une bourse pleine de ducats à la maison dite de l'Industrie. Sachant combien les oratoires sont utiles pour instruire la jeunesse et l'habituer aux exercices de piété, il en établit huit à Brescia pour les jeunes gens, et quatre pour les filles. Dans le diocèse, il y a peu de paroisses de mille âmes et au-dessus qui n'aient de ces lieux de prières. L'évêque voulait en avoir un pour les jeunes mendiants, et il avait déjà acheté un local à cet effet...
Prélat d'une piété vive, d'un grand zèle, d'une charité ardente, il employait à la prière et à la méditation le temps qu'il pouvait dérober à l'administration de son diocèse. L'Ecriture sainte était sa lecture de prédilection, puis la vie des Saints. Il donnait peu de temps au sommeil, et se levait toujours avant l'aurore. Pendant que tout le monde « donnait » dans son palais, il entrait dans son oratoire, et s'y recueillait profondément devant Dieu. Tous les jours il disait la messe et récitait le rosaire. Ses promenades étaient fort courtes et n'étaient guère que pour aller à son séminaire visiter ses jeunes ecclésiastiques, ou pour aller adorer le saint Sacrement dans quelque église. Tout était simple dans son palais et dans sa personne. Il prêchait tous les jours de fête dans sa cathédrale. Il prêchait dans ses visites pastorales ; et toutes les fois qu'il se trouvait dans une réunion de fidèles, il ne manquait pas d'y faire entendre la parole de Dieu. À Noël, il disait trois messes, la première au séminaire, la deuxième dans sa chapelle, la troisième dans sa cathédrale ; toutes trois accompagnées d'un petit discours sur l'amour de l'Enfant-Jésus. Tous les ans, il allait faire une retraite chez les missionnaires de Rho, près de Milan.

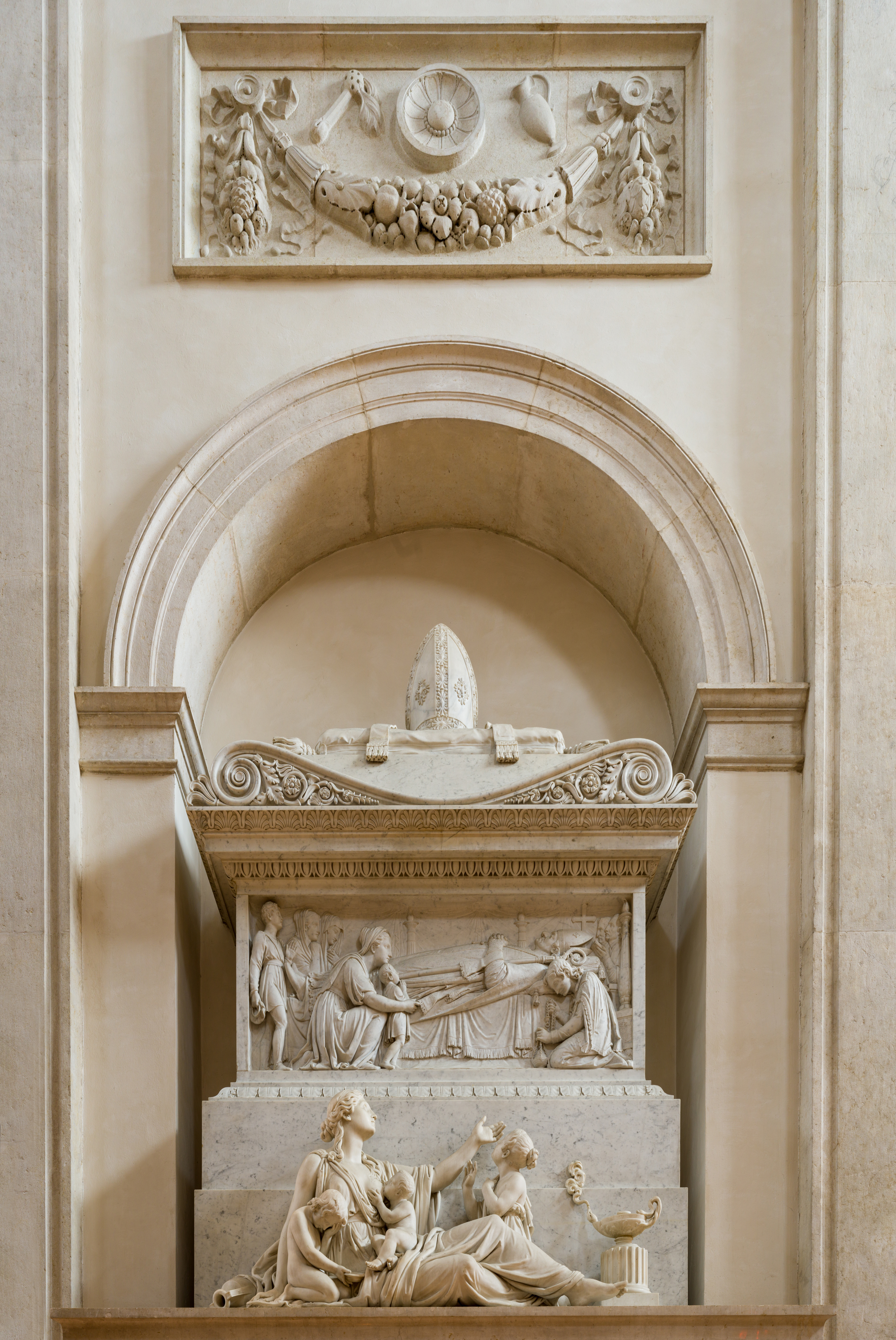
Sa sépulture, sous le.

C'est au milieu de ces soins et de ces travaux que le prélat tomba malade au mois de décembre 1830. On fit des prières pour lui dans toute la ville. Son état paraissait désespéré, lorsque la nuit même où il reçut les derniers sacrements et le viatique, un mieux sensible se déclara. Ce fut une joie générale, et l'évêque se fit porter en litière à l'église, et ne put retenir ses larmes en voyant les démonstrations de joie de tout le peuple. Mais la providence ne lui avait réservé que quelques mois de vie. Le jour des Morts 1831, il s'était levé à cinq heures comme à son ordinaire, et se plaignait d'un mal de cœur. Il dit à un de ses secrétaires d'allumer du feu et expira subitement. Ce fut un grand deuil dans la ville. Pendant trois jours la foule vint prier autour de son corps. De nombreux hommages furent rendus à sa mémoire. Nous citerons une oraison funèbre prononcée dans la basilique de Saint-Faustin au service du trentième jour, par le prévôt Bazzoni ; une autre par le prévôt Bottelli ; un éloge prononcé à l'athénée de Brescia, par le professeur Zambelli, et un Abrégé de sa vie, par Menini.

## Lignée épiscopale
1. Mgr l'archevêque Antonio Codronchi ;
2. Mgr l'évêque Gabrio Maria Nava.

## Titres
- Baron du royaume d'Italie (lettres patentes du 28 mars 1812) ;

## Armoiries
| Figure | Blasonnement |
|        | Armes de baron du Royaume, Coupé : au 1, parti d'azur à un pélican avec sa piété d'argent, ensanglanté de gueules ; et des barons évêques, au 2, de pourpre, à un navire, les voiles gonflées d'argent, flottant du même. |